# Зоран Смилески
Зоран Смилески (Скопље, 9. јануар 1950) бивши је југословенски фудбалер и фудбалски тренер.

## Каријера

### Играч
У млађим категоријама наступао је за Хајдук Сплит и Партизан. У бањалучки Борац је дошао 1969. године. Био је члан генерације која је 1970. вратила клуб у Прву лигу Југославије, а потом је играо финале Купа Југославије 1974. против Хајдука. Укупно је десет година провео у Борцу, са изузетком када је 1971. играо за први тим Партизана.
Након тога је играо у аустријском клубу Вакер из Инзбрука. Играчку каријеру је завршио у клубу БСК Бања Лука.

### Тренер
У богатој тренерској каријери, Смилески је тренирао Борац у више наврата, фудбалске клубове у Македонији али и иностранству. Са Борцем је остварио велики успех освајањем Митропа купа 1992. године у италијанском граду Фођа. То је био први европски трофеј у историји Борца, а предводећи клуб освојио је Прву лигу Републике Српске 2006. године. Током деведесетих година са Силексом из Кратова је три пута узастопно освајао македонско првенство: 1996, 1997. и 1998, као и један куп 1997. Предводио је Победу из Прилепа до освајања Купа Македоније 2002. године. У каријери је још тренирао следеће клубове: БСК Бањалука, Омарску из Републике Српске, а затим Шкендију, Пелистер, Тетекс, Ренову (Македонија), Јањину, Трикалу, Тиву, Олимпијакос Лутраки (Грчка), Петрохими Табриз, Кашине сази Табриз и Фолед јазд (Иран).
У организацији ревије „Свијета спорта” изабран је за најбољег тренера бањалучког Борца у историји клуба.

## Успеси
Играч
- Борац Бања Лука
  - Куп Југославије: финале 1974.

Тренер
- Борац Бања Лука
  - Митропа куп: 1992.
  - Прва лига Републике Српске: 2006.
- Силекс
  - Прва лига Македоније: 1996, 1997, 1998.
  - Куп Македоније: 1997.

## Приватно
Његова браћа, Андреја и Бранко, су такође играли за београдски Партизан. Зоранова супруга се зове Дуња. У акцији бањалучких новина Глас Српске одржаној 2006. године, некадашњи тренери, играчи и људи који су безмало цели век провели уз Борац изабрали су „Идеалну једанаесторицу“ Борца и међу њима је био Смилески.